# I Am Michael
Pour plus de détails, voir Fiche technique et Distribution.
I Am Michael est un film dramatique biographique américain coécrit et réalisé par Justin Kelly, sorti en 2015.

## Synopsis
I Am Michael raconte l'histoire réelle du journaliste américain Michael Glatze, qui travaillait pour le magazine gay XY, et qui était aussi un militant des droits LGBT. Après une conversion radicale qui transforme sa vie, il renonce graduellement à son homosexualité et se tourne vers une communauté protestante, où il prêche et s'oppose aux différents styles de vie des homosexuels.
Le scénario est adapté de l'article de Benoit Denizet-Lewis dans le New York Times Magazine et intitulé « My Ex-Gay Friend ».

## Fiche technique
- Titre original : I Am Michael
- Réalisation : Justin Kelly
- Scénario : Justin Kelly et Stacey Miller
- Direction artistique : Michael Barton
- Décors : Lucas Miller
- Costumes : Brenda Abbandandolo
- Photographie :  Christopher Blauvelt
- Montage : Aaron I. Butler
- Musique : Tim Kvasnosky
- Production : James Franco, Vince Jolivette, Michael Mendelsohn, Joel Michaely, Scott Reed et Ron Singer
- Sociétés de production : Gotham Group, RabbitBandini Productions et Thats Hollywood
- Société de distribution : ?
- Pays d’origine :  États-Unis
- Langue : anglais
- Format : couleur
- Genre : drame biographique
- Durée : 101 minutes
- Dates de sortie :
  - États-Unis : 24 janvier 2015 (Festival du film de Sundance)

## Distribution
|                                                                               |  |  |
| Les acteurs James Franco et Zachary Quinto interprètent les rôles principaux. |  |  |

- James Franco : Michael Glatze
- Zachary Quinto : Bennett
- Charles Carver : Tyler
- Emma Roberts : Rebekah Fuller
- Avan Jogia : Nico Gladstone
- Daryl Hannah : Deborah
- Devon Graye : Cory
- Evie Thompson : Nicole
- Leven Rambin : Catherine
- Lesley Ann Warren : Susan
- Blake Lee : Benoit
- Kevin Cahoon : Peter
- Jenna Leigh Green : Dr. O'Connor

## Distinctions

### Nominations et sélections
- Festival du film de Sundance 2015 : sélection Premieres